# Alessandro Bertuola
Alessandro Bertuola (né le 13 septembre 1979 à Montebelluna) est un coureur cycliste italien.

## Palmarès
- 1998
  - 3e de la Coppa Ardigò
- 2001
  - 3e du Trofeo Gianfranco Bianchin
- 2002
  - Trofeo Comune di Fontevivo
- 2003
  - 2e du Mémorial Carlo Valentini
  - 3e du Tour d'Émilie amateurs
- 2004
  - 4e étape du Girobio
  - Bassano-Monte Grappa
  - 2e du championnat d'Italie des élites sans contrat
  - 2e du Girobio
  - 3e du Circuito di Sant'Urbano
- 2010
  - 2e du Tour of Malopolska

## Classements mondiaux
| Année           | 2005 | 2006 | 2007 | 2008 | 2009 | 2010 |
| --------------- | ---- | ---- | ---- | ---- | ---- | ---- |
| UCI Europe Tour | 758e | 505e | 302e | 571e | nc   | 342e |